# Juuanvaara
Juuanvaara är en kulle i Finland. Den ligger i Juga i landskapet Norra Karelen, i den centrala delen av landet, 400 km nordost om huvudstaden Helsingfors. Toppen på Juuanvaara är 301 meter över havet.
Terrängen runt Juuanvaara är huvudsakligen platt. Runt Juuanvaara är det mycket glesbefolkat, med 3 invånare per kvadratkilometer. Närmaste större samhälle är Juga, 10,2 km nordost om Juuanvaara. I omgivningarna runt Juuanvaara växer i huvudsak barrskog.